# Sottocampi del campo di concentramento di Buchenwald
Il campo di concentramento di Buchenwald, in Turingia (Germania orientale) è stato uno fra i lager nazisti dotati di un maggior numero di sottocampi.
Si dettaglia di seguito la lista dei sottocampi di Buchenwald.

## Località e sedi di sottocampi di Buchenwald
| Località                                 | Nome del campo                                                                | Periodo di attività             | Prigionieri                                                   | Attività                                                | Committente                                                                                             |
| ---------------------------------------- | ----------------------------------------------------------------------------- | ------------------------------- | ------------------------------------------------------------- | ------------------------------------------------------- | --- |
| Allendorf                                | Frauenkommando "Nobel Allendorf"/"Fabrik Allendorf"/"Lager Münchmühle"        | agosto 1944 - marzo 1945        | ca. 1000 donne ebree                                          | Riempimento di granate                                  | Verwertchemie, una società della Dynamit-Nobel AG                                                       |
| Altenburg                                | Buchenwalder Frauen-Außenlager Altenburg (lager di transito)                  | 1º agosto 1944 - 12 aprile 1945 | 4.029 per lo più donne                                        | Armamenti e macchinari                                  | Hugo und Alfred Schneider AG (HASAG)                                                                    |
| Aschersleben                             | Komando Buchenwald 635/Außenkommando KZ Buchenwald-Aschersleben               | Luglio 1944-aprile 1945         |                                                               | Velivoli                                                | Junkers Flugzeug- und Motorenwerke                                                                      |
| Bad Gandersheim                          | Außenkommando Brunshausen, Apparatebau, Werk A                                | Ottobre 1944 - aprile 1945      | Uomini                                                        | Fusoliere dei caccia Heinkel He 219                     | Ernst Heinkel Flugzeugwerke                                                                             |
| Bergisch Gladbach - Castello di Bensberg | Arbeitskommando Nationalpolitische Erziehungsanstalt Bensberg                 | marzo 1944 - marzo 1945         | uomini, circa 40                                              | Lavori di manutenzione presso la scuola                 | |
| Bad Langensalza                          | Außenkommando Brunshausen, Apparatebau, Werk A                                | 21 ottobre 1944 - 3 aprile 1945 | uomini: 1000/1500                                             |                                                         | Junkers Flugzeug- und Motorenwerke                                                                      |
| Berga/Elster                             | Schwalbe V                                                                    | ottobre 1944 - aprile 1945      | uomini, circa 3400                                            | Armamenti                                               | Ministero della guerra                                                                                  |
| Berlstedt                                | Dienststelle Berlstedt bei Weimar                                             | maggio 1938 - aprile 1945       | uomini, dai 140 ai 250                                        | Fabbrica di mattoni                                     | Deutsche Erd- und Steinwerke GmbH                                                                       |
| Bernburg (Saale)                         | Landes-Heil- und Pflegeanstalt Bernburg - Tötungsanstalt Bernburg             | 1941 - primavera 1943           | diverse migliaia di vittime                                   | Clinica psichiatrica, programma di eutanasia            | |
| Bernburg (Saale) - Plömnitz              | Lager Leau/Tarnbezeichnung "Leopard"                                          | aprile 1944 - aprile 1945       | circa 2000                                                    | Componentistica del caccia Heinkel He 162               | Junkerszweigwerk Bernburg                                                                               |
| Billroda                                 | SS Sonderlager Billroda "Schacht Burggraf", Gustloff- Werke III               | novembre 1944 - aprile 1945     | circa 500                                                     | Produzione di armamenti                                 | Gustloff - Werke                                                                                        |
| Blankenburg (Harz)-Oesig                 | „Klosterwerke“, Bauprojekt „Porphyr“                                          | agosto 1944 - aprile 1945       | circa 500                                                     | Lavori presso aziende locali                            | Klosterwerk GmbH e altre                                                                                |
| Bochum - AL Bochumer Verein              | KZ Buchenwald, Arbeitskommando Bochumer Verein                                | giugno 1944 - marzo 1945        | uomini, circa 1700 prevalentemente ebrei                      | lavoro presso l'acciaieria                              | Bochumer Verein für Gußstahlfabrikation AG                                                              |
| Bochum - AL Eisenhüttenwerke             | KZ Buchenwald, Arbeitskommando Eisen- und Hüttenwerke                         | agosto 1944 - marzo 1945        | circa 650                                                     | lavoro presso l'acciaieria                              | Eisen- und Hüttenwerke AG                                                                               |
| Bonn                                     | „Winzerstube“ - Rheinhotel Dreesen                                            | marzo 1944 - febbraio 1945      | Perlopiù ufficiali e personaggi di spicco francesi, circa 120 | Centro di detenzione                                    | |
| Braunschweig                             | SS-Junkerschule Braunschweig                                                  | da settembre 1941               |                                                               | Manutenzione dell'edificio scolastico                   | |
| Dessau                                   | Außenkommando „Dessauer Waggonfabrik“                                         | ottobre 1944 - aprile 1945      | 335/350                                                       | Riparazione di carri ferroviari                         | Dessauer Waggonfabrik AG                                                                                |
| Dernau/Marienthal                        | KZ-Außenlager Rebstock                                                        | agosto 1944 - dicembre 1944     |                                                               | produzione di V1 e V2                                   | J. Gollnow & Sohn - Stettino                                                                            |
|                                          | Dora                                                                          |                                 |                                                               | produzione di V2                                        | |
| Duderstadt                               | Duderstadt bei Göttingen                                                      | 1944- aprile 1945               | donne, circa 800                                              | Produzione di armi                                      | Polte-Werke                                                                                             |
| Düsseldorf                               | "KL Berta", parte della III. SS-Baubrigade Köln                               | giugno 1944 - marzo 1945        | fino 660                                                      |                                                         | Rheinmetall                                                                                             |
| Düsseldorf-Derendorf                     | "Berta II/Borsig", anche Kommando "Borsig"                                    | settembre 1944 - marzo 1945     | circa 270                                                     |                                                         | Rheinmetall                                                                                             |
| Düsseldorf-Friedrichstadt (DESt)         | Deutsche Erd- und Steinwerke                                                  | aprile 1944 - marzo 1945        | fino 210 uomini                                               | Rimozione macerie                                       | Deutsche Erd- und Steinwerke                                                                            |
| Düsseldorf-Friedrichstadt (Kalkum)       | III. SS-Baubrigade                                                            | marzo 1943 - aprile 1945        | fino a 170 uomini                                             | disinnescamento e rimozione ordigni                     | |
| Düsseldorf-Lohausen                      | Sprengkommando Düsseldorf-Lohausen                                            | novembre 1944 - febbraio 1945   | circa 40                                                      | bonifica dell'aeroporto di Düsseldorf                   | |
| Eisenach-Dürrerhof                       | BMW-Flugmotorenbau GmbH                                                       | gennaio 1944 - febbraio 1945    | circa 630 uomini                                              | Fabbrica di motori per velivoli                         | BMW-Flugmotorenbau GmbH                                                                                 |
| Elsnig                                   | WASAG/Werk"Vogelsang"                                                         | ottobre 1944 - aprile 1945      | circa 750 donne                                               | Fabbrica di esplosivi                                   | WASAG                                                                                                   |
| Essen-Schwarze Poth                      | DESt Essen (Schwarze Poth)                                                    | gennaio 1944 - maggio 1944      | circa 150 uomini                                              | Recupero materiali edilizi                              | Deutsche Erd- und Steinwerke                                                                            |
| Gelsenkirchen Gelsenberg                 | KZ Außenlager in Gelsenkirchen-Horst                                          | luglio 1944 - settembre 1944    | 2000 donne                                                    |                                                         | Gelsenberg Benzin AG                                                                                    |
| Goslar                                   | KZ-Außenlager Goslar                                                          |                                 | circa 150                                                     |                                                         | |
| Hadmersleben                             | KZ-Außenlager Hadmersleben                                                    | marzo 1944 - aprile 1945        | 2000/2500                                                     | Montaggio di componenti per il velivolo Me 262          | AGO Flugzeugwerke                                                                                       |
| Halle /Saale                             | SS-Außenkommando des Konzentrationslagers Weimar-Buchenwald                   | agosto 1944 - marzo 1945        | Circa 1000                                                    | Fabbrica di velivoli                                    | Siebel-Flugzeugwerke GmbH                                                                               |
| Hessisch-Lichtenau                       | Frauenaußenkommando Buchenwald                                                | settembre 1944 - aprile 1945    | circa 1000 donne ebree ungheresi                              | Lavoro in fabbrica chimica                              | Dynamit Nobel AG                                                                                        |
| Holzen                                   |                                                                               | settembre 1944 - marzo 1945     | circa 1100                                                    |                                                         | Deutsche Asphaltwerke AG, Volkswagenwerk GmbH                                                           |
| Kassel-Drusetal                          | Arbeitskommando Kassel                                                        |                                 | Tra 120 e 150                                                 | Costruzione di edifici                                  | |
| Köln / Baubrigade III                    | SS-Baubrigade III                                                             | settembre 1942 - maggio 1944    | 1300/1700                                                     | Rimozione macerie e ordigni inesplosi                   | Città di Colonia e SS                                                                                   |
| KZ Langenstein-Zwieberge                 |                                                                               | aprile 1944 - aprile 1945       | circa 7000                                                    | Costruzione di tunnel sotterranei                       | I tunnel avrebbero dovuto ospitare la produzione di armamenti della Grusonwerk ma non furono completati |
|                                          | Laura                                                                         |                                 |                                                               | Produzione di V2                                        | |
| Lehesten                                 | Außenkommando „Laura“, Arbeitslager Saalfeld, Rüstungsbetrieb „Vorwerk Mitte“ | settembre 1943 - aprile 1945    | circa 1250                                                    | Test dei motori dei razzi V2                            | Rüstungsbetrieb „Vorwerk Mitte“                                                                         |
| Lipsia                                   | Diverse fabbriche HASAG                                                       |                                 | circa 6000 tra uomini e donne                                 |                                                         | HASAG                                                                                                   |
| Lippstadt 1                              | SS-Kommando Lippstadt I, auch: Arbeitskommando Lippstadt I                    | novembre 1944 - marzo 1945      | circa 850 donne                                               |                                                         | Lippstädter Eisen und Metallwerke                                                                       |
| Lippstadt 2                              | SS-Kommando Lippstadt II anche Arbeitskommando Lippstadt II                   | novembre 1944 - marzo 1945      | circa 350 donne                                               |                                                         | Westfälische Metall-Industrie                                                                           |
| Magdeburg-Rothensee                      |                                                                               | giugno 1944 - febbraio 1945     | circa 2200                                                    | Costruzione di bunker antiaerei per Brabag              | Brabag AG                                                                                               |
| Magdeburg-Polte                          | Arbeitskommando Polte-Magdeburg                                               | da giugno 1944                  | circa 3000 donne e 600 uomini                                 | Produzione munizioni e sgombero macerie                 | Polte OHG                                                                                               |
| Markkleeberg                             | Außenlager (talvolta Außenkommando) Markkleeberg                              | agosto 1944 - aprile 1945       | circa 1500 donne                                              | componenti e munizioni per gli Ju 88                    | Junkers-Flugzeugwerke                                                                                   |
| Meuselwitz                               |                                                                               | ottobre 1944 - aprile 1945      | circa 1800                                                    |                                                         | Hugo Schneider Aktiengesellschaft – HASAG                                                               |
| Neustadt bei Coburg                      | Kabel- und Leitungswerke Neustadt-Coburg AG                                   | settembre 1944 - aprile 1945    | circa 400 donne ebree ungheresi                               |                                                         | Siemens-Schuckert AG                                                                                    |
| Niederorschel                            | Junkers Niederorschel                                                         | settembre 1944 - aprile 1945    | circa 700 uomini                                              | Componenti di aerei                                     | Junkers Niederorschel                                                                                   |
| Ohrdruf/Jonastal                         | Campo di lavoro di Ohrdruf                                                    | novembre 1944 - aprile 1945     | circa 20.000                                                  | Costruzione di un Führerhauptquartiere sotterraneo      | Sonderbauvorhaben III                                                                                   |
| Penig                                    | Außenlager Penig                                                              | gennaio 1945 - aprile 1945      | donne ebree di origine ungherese                              | componenti per velivoli Junkers                         | Max-Gehrt-Werke                                                                                         |
| Raguhn                                   | Heerbrandt-Werke Raguhn                                                       | settembre 1944 - marzo 1945     | 250 donne ebree                                               | componenti per velivoli Junkers                         | Heerbrandt-Werke                                                                                        |
| Schlieben                                | Lager Nr. 307                                                                 | luglio 1944 - aprile 1945       | 2000/2500                                                     | Produzione di Panzerfaust                               | HASAG (Hugo und Alfred Schneider AG)                                                                    |
| Schwerte                                 | Außenkommando Schwerte-Ost                                                    | aprile 1944 - gennaio 1945      | circa 710                                                     | cantiere ferroviario                                    | Reichsbahn                                                                                              |
| Senne                                    | Stammlager VI K (326)                                                         | circa luglio 1941 - aprile 1945 | Detenzione di oltre 300.000 prigionieri di guerra             |                                                         | |
| Sonneberg                                | Außenkommando Sonneberg                                                       | settembre 1944 - aprile 1945    | 450/470                                                       | Armamenti                                               | Maschinenfabrik G. E. Reinhardt                                                                         |
| Staßfurt                                 | Staßfurt I/Neustaßfurt (nome in codice "Reh")                                 | settembre 1944 - aprile 1945    | circa 500                                                     | Armamenti                                               | Flugzeugwerke Heinkel, Kugellagerfabrik Fischer, BMW                                                    |
| Tröglitz / Rehmsdorf                     | KZ-Außenlager »Wille«                                                         | giugno 1944 - aprile 1945       | fino a 5000                                                   | Lavoro in raffineria                                    | Brabag                                                                                                  |
| Usingen/OT Kransberg                     | Tannenwald                                                                    | dicembre 1944 - marzo 1945      | circa 40                                                      | costruzione di un tunnel sotto il castello di Kransberg | Bauinspektion Reich-West Waffen-SS                                                                      |
| Wernigerode                              | KZ-Außenlager Wernigerode, Tarnname "Richard"                                 | dal 1943 al 1944/45             | circa 900                                                     | produzione di armamenti                                 | Rautalwerk Wernigerode                                                                                  |
| Wewelsburg                               | Arbeitskommdando Wewelsburg (KZ Buchenwald)                                   | maggio 1939 - aprile 1945       | fino a 1500                                                   | Ristrutturazione dell'edificio del castello             | Gesellschaft und Pflege deutscher Kulturdenkmäler e.V.                                                  |
| Wuppertal                                | IV. SS-Baubrigade                                                             | agosto 1943 - maggio 1944       | circa 600                                                     | rimozione macerie                                       | Città di Wuppertal                                                                                      |
| Wolfen                                   | IG Wolfen, Filmfabrik-Sonderlager VI (K.F.L.)                                 | marzo 1943 - maggio 1945        | donne e uomini, fino a 4600                                   | Lavori forzati                                          | IG Farben, Filmfabrik Wolfen                                                                            |